# 空気アルミニウム電池
空気アルミニウム電池（くうきアルミニウムでんち、Al-air batteries）とは、空気中の酸素をアルミニウムで反応させることによって電力を発生させる電池である。アルミニウム空気電池あるいは空気・アルミニウム電池とも呼称される。

## 概要
空気アルミニウム電池は、あらゆる電池の中で最もエネルギー密度が高い方式の一つであり、実用化されている亜鉛空気電池を大きく上回る高体積エネルギー密度の電池である。また資源的にも豊富で安価であり、環境面でも優れているため、早急な実用化が期待されている。
一方でコストや寿命、起動時間、副産物の除去などの問題であまり広く使われておらず、主に軍用に限られてしまっている。アルミニウム電池を載せた電気自動車は鉛蓄電池に比べ同じ重量で10 - 15倍の走行可能距離を持たせることができ、実質的なコストはシステムの複雑さによるものである。
アルミニウム電池は一次電池、つまり充電できない形式であり、負極活物質であるアルミニウムは正極の酸素雰囲気下で反応して酸化アルミニウム (水酸化アルミニウム) として沈殿する。こうなると電池はもはや電気を発生しない。しかしながら、装置内のアルミニウムを補充することで機械的に「充電」することができる。そのアルミニウムは水酸化アルミニウムからリサイクルされる。アルミニウムのリサイクルはアルミニウム電池を広範囲に採用する際には欠かすことのできない要素である。

## 放電の反応式
- 正極: {\displaystyle {\ce {{\frac {3}{4}}O2\ +{\frac {3}{2}}H2O\ +3{\mathit {e}}^{-}->3OH^{-}}}} {\displaystyle {\rm {(E_{0}=0.4V)}}}
- 負極: {\displaystyle {\ce {Al\ +3OH^{-}->Al(OH)3\ +3{\mathit {e}}^{-}}}} {\displaystyle {\rm {(E_{0}=-2.31V)}}}
- 全体: {\displaystyle {\ce {4Al\ + 3O2\ + 6H2O -> 4Al(OH)3}}} {\displaystyle {\rm {+2.71V}}}

反応式から明らかなように、pHが高いほど、酸素圧が高いほど、さらにアルミン酸イオンが少ないほど電位差が大きくなるので、電解質溶液としては比較的濃厚な水酸化ナトリウムや水酸化カリウム のような強アルカリ溶液が使用される。
約1.2ボルトの電位差がこれらの反応で形成される。これは電解質を水酸化カリウム水溶液とした場合である。塩化ナトリウムの場合、ほぼ0.7ボルトとなる。

## 構成する素材
- 陽極: 負極で生成した電子を受け取り酸素を還元する物質であれば何でもよい。ランタンマンガナイトなどのペロブスカイト型複合酸化物、Mn2O3、Mn3O4などのマンガン低級酸化物、あるいは活性炭などの炭素材料は酸素還元能と導電性を兼ね備えている[5]。
- 陰極: アルミニウムイオンと電子を生成する物質であれば何でもよい。電気容量の観点からアルミニウム純金属やアルミニウムを主体とした合金が考えられる。Al-Li、Al-Mg、Al-Sn、Al-Znなどの合金は、高い電池電圧が得られる。
- 電解液: アルカリ性または中性であれば良い(酸性下だと水素を発生してしまうため不適)。NaCl、KOH水溶液などを用いることにより酸素の授受が効率良く行われ、電池としての特性がより向上する。

## 実用化への課題
- 反応前の金属アルミニウムはイオン化傾向が高いため電解質中で自己腐食が起こりやすい。一方で反応後の水酸化アルミニウム／酸化アルミニウムは非常に安定した物質で不動態膜を形成しやすく、一旦形成されると化学的活性を装置内で復活させることが困難となる。
- 放電を行うと負極アルミニウム電極上に副産物として不働態である水酸化アルミニウムが生じ、ゲル化、非流動化し電池放電を阻害してしまうため、放電が止まってしまう[5]。
  - 電解質としてアニオン交換膜やアニオン交換樹脂を使うことで回避する（特開2002-184472号公報）。
  - 負極の周りをアルミニウムイオン伝導体で覆うことで、負極の周りを水酸化アルミニウムのゲルで覆われてしまう現象を回避する（特開2006-147442号公報）。
- 固体電解質を用いて高温で動作させる場合、放電阻害物質は水酸化アルミニウムではなくアルミナ（酸化アルミニウム）であり、より一層の困難が待ち受けている。物理的に除去することも化学的に除去することも困難と予想されるため、除去するのではなく負極の表面積自体を積層化などで大きくする方式が提案されている[2]。
- 負極では自己放電が起こるので、充電後に時間が経つと使用できなくなる[6]。
- 電解液が蒸発等で液面が低下した場合に電池セルに電解液が滞溜したまま循環が停止してしまうことがあり、反応熱により電解液が沸騰してしまう可能性がある（水溶性電解液の電池で共通する問題）。
  - この問題に対し複数のアルミニウム－空気電池セルのうち一方のアルミニウム－空気電池セルのアルミニウムアノードと他方のアルミニウム－空気電池セルの空気カソードとを電極接続部材により電気的に接続し、電極接続部材に例えばフィン等よりなる放熱機構をそなえた構成とすることで解決する方法が提案されている[7]。
- 電池電圧を上げるために強アルカリの電解液を使用すると、合金の構成比によっては放電しない平常時にも自然に反応する、いわゆる自己腐食が発生してしまう。これを防ぐためにマグネシウム、スズ、マンガンを適量固溶させることで性質を改善させる対策が提案されている[4]。
- 上記のように水溶電解質では様々な課題があるため、パーフルオロメチルスルフォニルイミド塩を電解質とした有機溶媒による形式が提案されている[8]。これにより保存中のアルミニウム極の腐食や不動態化を防ぎつつも作動電圧1.85Vで安定した放電を行うことができ、また二次電池化も比較的容易であると考えられている。

### 再処理に関わる課題
アルミニウム電池を例えば電気自動車用として大規模に運用する場合、アルミニウムは使い捨てではなく回収した上でリサイクルする必要がある。
工業的に確立されているのはホール・エルー法であるが、アルミの発熱量は8.6kWh/kgに対し製造に必要なエネルギーは15〜18kWh/kgと莫大でエネルギー効率が非常に悪いほか、炭素電極が消耗し二酸化炭素が生じるといった課題が有る。こうした現状を解決するには空気アルミニウム電池を二次電池化し高い効率で水酸化アルミニウム/酸化アルミニウムを還元できる方法を開発する必要が有る。

## 科学教材としての利用
以上のように実用化までの課題点は多いが、一方で初等教育の教材としての利用例が複数見られる。
- 身近な材料で作成できる
  - 木炭または活性炭、アルミホイル、食塩水、ティッシュペーパー、輪ゴムなど
- 材料が安価であり、安全である。
  - 特に安全であるというのが本形式の電池を教材として利用することの最大の利点であり、硫酸や水酸化ナトリウムなどの劇薬を使用しないため、小学生や一般向けの教材としても安心して利用できる。

なお「炭電池」という用語も見られるが、本方式は活物質がアルミニウムである金属空気電池である。

## 水素発生源としての空気アルミニウム電池
本来の意味での空気電池の定義からはやや外れるが、粉末の金属アルミニウムから水素を発生させ、これを酸素と反応させることで発電する形式の小型燃料電池が提案されている。直接メタノール形 (DMFC) と比べ発生させる水素に一酸化炭素を含まないため燃料電池陰極が汚染される心配がなく、装置の寿命をのばすことができる。室温で10W出力、電力密度280mW/cm2。